# Liste der Monuments historiques in Villeneuve-sur-Auvers
Die Liste der Monuments historiques in Villeneuve-sur-Auvers führt die Monuments historiques in der französischen Gemeinde Villeneuve-sur-Auvers auf.

## Liste der Bauwerke
| Bezeichnung             | Beschreibung | Standort                 | Kennzeichnung | Schutzstatus | Datum | Bild           |
| ----------------------- | ------------ | ------------------------ | ------------- | ------------ | ----- | -------------- |
| Friedhofskreuz          |              | (Lage)                   | PA00088040    | Inscrit      | 1948  | weitere Bilder |
| Kirche St-Thomas-Becket |              | (Lage)                   | PA00088041    | Inscrit      | 1948  | weitere Bilder |
| Höhle Trou du Sarrazin  |              | La Butte du Puits (Lage) | PA00088042    | Classé       | 1972  | weitere Bilder |

## Liste der Objekte
- Monuments historiques (Objekte) in Villeneuve-sur-Auvers der Base Palissy des französischen Kultusministeriums